# Nittonprickig nyckelpiga
Nittonprickig nyckelpiga (Anisosticta novemdecimpunctata), även skrivet som 19-prickig nyckelpiga, är en art i insektsordningen skalbaggar som tillhör familjen nyckelpigor. 

## Kännetecken
Den nittonprickiga nyckelpigan har en kroppslängd på 3 till 4 millimeter. Dess kroppsform är jämfört med de flesta andra nyckelpigor något mer avlång och förhållandevis svagt välvd. Täckvingarna är gulaktiga till orangeaktiga eller något rödaktiga i färgen och försedda med nitton svarta prickar, nio på varje täckvinge och en gemensam vid täckvingarnas bas. På halsskölden finns sex svarta prickar. Hos vissa individer kan prickarna vara mindre tydligt åtskiljda, men arten är inte så variabel i utseendet som många andra nyckelpigearter och individer med avvikelser från det typiska mönstret är relativt ovanliga. 

## Utbredning
I Europa förekommer den nittonprickiga nyckelpigan norrut till södra Norge och mellersta Sverige och Finland. På de brittiska öarna är dess förekomst endast lokal.

## Levnadssätt
Den nittonprickiga nyckelpigans habitat är främst fuktiga och sanka områden, till exempel träsk och kärr. Den hittas vanligen på olika kärr- och vattenväxter, som vass, starr och tåg, ibland också på vide. Födan består av bladlöss.